# Stop konfidentom
Stop konfidentom – szesnasty album studyjny polskiego rapera Karramby. Został wydany w kwietniu 2021 roku przez wytwórnię muzyczną Gold Trade Music.
Limitowany kolekcjonerski album posiadał ręcznie pisany numer seryjny oraz certyfikat podpisany przez rapera. Album składa się z 14 utworów na płycie CD oraz nową wersję utworu „Twój własny raj (Dla Ciebie Synu)”. Na płycie gościnnie pojawili się: Misiek z Nadarzyna, Toony, HMS, Mixer, Tomek Lubert, Małolat K2, Primo ML i Bajorson.

## Lista utworów
| Nr  | Tytuł utworu                                                                       | Długość |
| --- | ---------------------------------------------------------------------------------- | ------- |
| 1.  | „Ręki nie podawaj konfidentom!” (gościnnie: Misiek z Nadarzyna, Toony, HMS, Mixer) | 4:10    |
| 2.  | „Ulica, honor i zasady”                                                            | 3:20    |
| 3.  | „Stop konfidentom” (gościnnie: Misiek z Nadarzyna)                                 | 4:27    |
| 4.  | „Los Vatos Locos – Horror Mix”                                                     | 4:50    |
| 5.  | „Twój własny raj” (gościnnie: Tomek Lubert)                                        | 4:20    |
| 6.  | „Konfident (skit)”                                                                 | 0:39    |
| 7.  | „Znajdę Cię!”                                                                      | 4:07    |
| 8.  | „Stare zasady”                                                                     | 5:10    |
| 9.  | „Będzie dobrze”                                                                    | 5:08    |
| 10. | „Sąsiad to chuj”                                                                   | 3:29    |
| 11. | „W imię zasad”                                                                     | 2:44    |
| 12. | „Poszukiwany”                                                                      | 4:11    |
| 13. | „Misiek z Nadarzyna – MB Lego RMX”                                                 | 3:36    |
| 14. | „Jebać go” (gościnnie: Małolat K2, Primo ML, Bajorson)                             | 4:01    |
|     |                                                                                    | 54:12   |